# Judd Apatow
Pour les articles homonymes, voir Apatow.
Judd Apatow (prononcé en anglais : [ d͡ʒʌd ˈæpətaʊ]), né le 6 décembre 1967 à Syosset (État de New York), est un réalisateur, scénariste et producteur de cinéma américain.
Celui qui débute comme humoriste se fait connaître en devenant scénariste et producteur, d'une part à la télévision avec The Ben Stiller Show, Freaks and Geeks et Les Années campus, qui bien qu'ils n'aient pas été des succès d'audience, furent acclamés par la critique, ensuite au cinéma où il obtient des grands succès publics, ainsi que critiques, avec des films tels que Présentateur vedette : La Légende de Ron Burgundy (Anchorman: The Legend of Ron Burgundy), Ricky Bobby : roi du circuit, SuperGrave, Sans Sarah rien ne va, Délire Express et plus récemment Mes meilleures amies.
Il s'est mis à la réalisation avec succès avec 40 ans, toujours puceau, En cloque, mode d'emploi et Funny People, qui ont rapporté au total plus de 463 millions de dollars de recettes mondiales.

## Biographie
Né dans une famille de l'État de New York, Judd Apatow est le fils d'un développeur immobilier et d'une employée d'un club de comédie de Southampton. Il est fan des Marx Brothers depuis l'âge de dix ans et a pour idole Steve Martin. Il a un frère aîné, Robert, et une sœur cadette, Mia. Ses parents divorcent alors qu'il n'a que douze ans. Robert part vivre avec leurs grands-parents, Mia emménage avec leur mère et Judd part vivre avec son père. Il rend visite à sa mère le week-end. 
Doté très jeune du sens de l'humour, il s'entoure de nombreux amis en grandissant. Judd s’oriente très vite vers une carrière de comique. Encore lycéen au Syosset High School, il se lance à la radio et interviewe Steve Allen, Howard Stern, John Candy, ou encore Jay Leno, Jerry Seinfeld et Garry Shandling, notamment grâce à l'appui de sa mère et ses contacts au Comedy Club. 
Il abandonne l'école en terminale et va vivre en colocation avec Adam Sandler qu'il a rencontré au club The Improv. Il interprète dès lors ses propres sketches jusqu'en 1992. Malgré sa participation à l'émission Young Comedians diffusée sur HBO il constate qu'il n'a que peu de succès et il décide alors de se consacrer à l'écriture.
Le 9 juin 1997, il a épousé Leslie Mann, qu'il a rencontré durant le tournage du film Disjoncté, qu'il produisait. De leur union sont nées deux filles, Maude (en 1997) et Iris (en 2002), qui apparaissent dans En cloque, mode d'emploi, Funny People et 40 ans : Mode d'emploi[réf. nécessaire].

## Carrière

### Débuts télévisuels (années 1990)

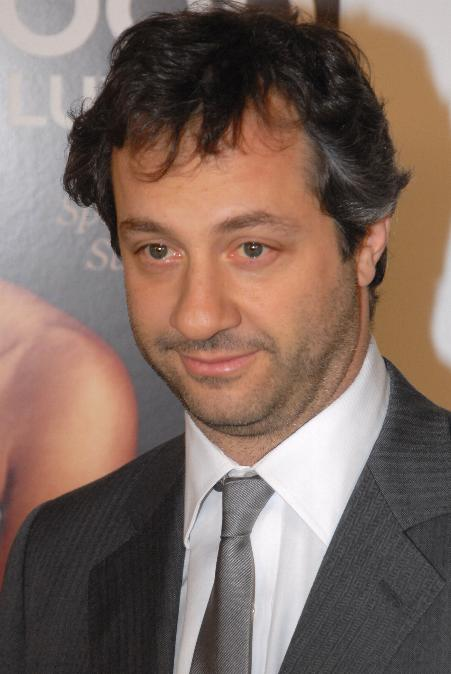
Judd Apatow lors du Hollywood Life Magazine’s Annual Breakthrough Awards, le 9 décembre 2007.

Ses talents d'auteur lui valent notamment d'être le cocréateur et le producteur exécutif du Ben Stiller Show, de 1992 à 1993. Malgré l'interruption du show après une saison à l'antenne, l'émission permet au jeune homme de remporter l'Emmy Award de la meilleure série de variété. Après l'arrêt du Ben Stiller Show, il rejoint la série The Larry Sanders Show avec Garry Shandling, qui lui permet d'être nommé pour l'Emmy et le Writers Guild Award du meilleur scénario, mais aussi l’Emmy et le Câble ACE awards de la catégorie meilleure série comique. Il y tiendra les casquettes de scénariste, producteur consultant, puis coproducteur exécutif pour la dernière saison. Il devient aussi producteur consultant à la série animée Profession : critique (The Critic), d'après les producteurs des Simpson.
En 1999, il devient le producteur exécutif de la série Freaks and Geeks, réalisant et écrivant de nombreux épisodes. Malgré le peu de succès à la télévision (elle sera supprimée au bout d'une saison), la série bénéficie d'un large succès critique et acquiert le statut de série culte. Cette aventure lui permet de rencontrer Seth Rogen, qui sera l'un de ses acteurs fétiches et de ses plus proches collaborateurs. Puis deux ans plus tard, il crée Les Années campus, série pour laquelle il est producteur exécutif. La série, avec Seth Rogen au générique, ne connaît pas le succès escompté du côté des audiences mais elle est sélectionnée par Time Magazine comme l’une des dix meilleures séries de l'année 2001.

### Succès au cinéma (années 2000)
Bien que ses débuts comme producteur au cinéma se soient faits au début des années 1990 avec Crossing the Bridge, suivi de La Colo des Gourmands et d'À la gloire des Celtics, pour lesquels il participe à l'écriture du scénario, ce n'est qu'en 1996 qu'il produit son premier film important : Disjoncté, réalisé par Ben Stiller. Mettant en vedette Jim Carrey et Matthew Broderick, le film n'a pas rencontré le succès espéré aux États-Unis. Mais il lui a permis de rencontrer, durant le tournage, l'actrice Leslie Mann (elle incarne l'ex de Broderick) et qui deviendra sa femme. Après un projet avorté de film avec Owen Wilson, il collabore en 1998, de façon non crédité, au scénario de Wedding Singer, avec Adam Sandler et Drew Barrymore en vedette.
Ce n'est qu'en 2004 que tout va changer pour Apatow, puisqu'il obtient son premier succès commercial aux États-Unis comme producteur avec Présentateur vedette : La Légende de Ron Burgundy (Anchorman: The Legend of Ron Burgundy), avec Will Ferrell dans le rôle-titre. C'est durant ce tournage qu'il rencontre Steve Carell, alors méconnu du grand public mis à part pour ses prestations au Daily Show et dans le film Bruce tout-puissant. Avec comme point de départ une idée de Carell, il écrit le scénario, avec ce dernier, de ce qui va devenir la première réalisation du producteur.
En 2005, Apatow signe son premier long-métrage comme réalisateur avec 40 ans, toujours puceau, avec Steve Carell comme acteur vedette. Au générique, on peut retrouver des familiers du réalisateur débutant : Seth Rogen, Paul Rudd et Leslie Mann. Sorti durant l'été aux États-Unis, le long-métrage obtient un énorme succès commercial (177 millions de dollars de recettes mondiales, dont 109 millions aux États-Unis, pour un budget de 26 millions) et lance véritablement la carrière cinématographique de Carell et celle de Seth Rogen. L'année suivante, il produit Ricky Bobby : roi du circuit, avec Will Ferrell, qui est aussi un succès, suivi de Walk Hard - L'histoire de Dewey Cox', comédie qu'il écrit, parodiant le style en vogue des biopics, qui lui est un échec public, malgré des critiques positives.
En 2007, il réalise son deuxième long-métrage En cloque, mode d'emploi, avec Seth Rogen, Katherine Heigl, Leslie Mann et Paul Rudd comme acteurs principaux, qui obtient un succès public (148 millions de dollars de recettes sur le territoire américain et 219 millions dans le monde, pour un budget de 30 millions) et critique.
Après En cloque, mode d'emploi, il enchaîne les succès comme producteur avec SuperGrave, qui révèle au grand public Jonah Hill et Michael Cera, Délire Express, comédie d'action avec Seth Rogen et James Franco, la comédie sentimentale Sans Sarah rien ne va et les comédies déjantées Rien que pour vos cheveux, avec Adam Sandler et Frangins malgré eux, retrouvant Will Ferrell.

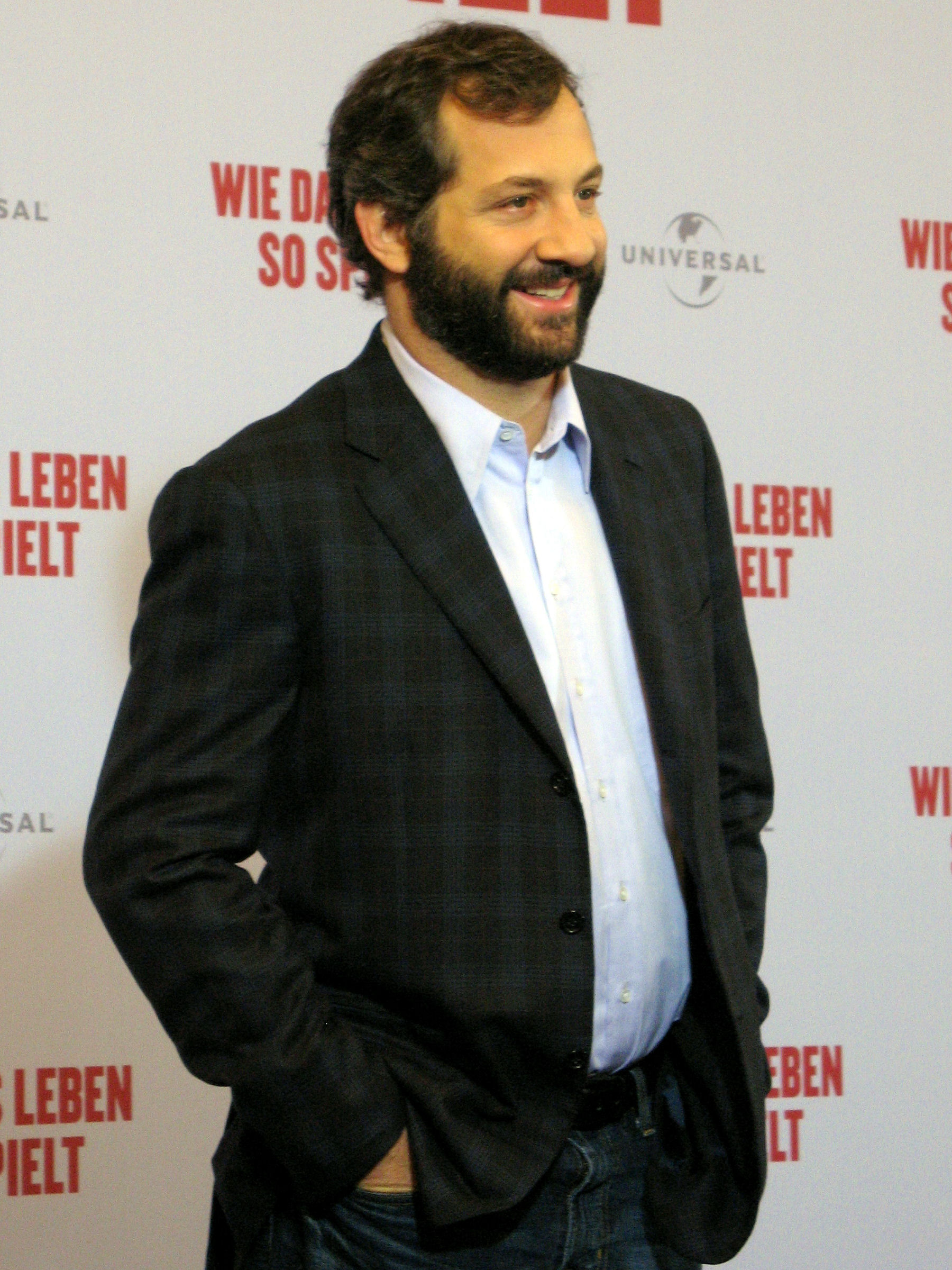
Apatow, lors de la première de Funny People à Berlin, le 26 août 2009.

L'année 2009 sera moins couronnée de succès avec d'une part l'échec public et les critiques négatives de L'An 1 : Des débuts difficiles, en tant que producteur. Il signe la même année sa troisième réalisation, Funny People, sur un ton plus dramatique que les précédents, avec Adam Sandler, Seth Rogen et Leslie Mann. Bien que Funny People obtient de bonnes critiques, le résultat commercial (71,88 millions de dollars de recettes au box-office mondial dont 51,85 millions de dollars aux États-Unis, pour un budget de 75 millions de dollars) n'est pas à la hauteur des espérances.
En 2010, il produit le film American Trip avec Jonah Hill et Russell Brand en vedette. Succès critique, le film parvient cependant à récolter seulement 91 millions de dollars de recettes mondiales pour un budget de 40 millions de dollars, soit inférieures aux précédents scores habituels d'Apatow.
Ce n'est que l'année suivante qu'il retrouve enfin un énorme succès public avec Mes meilleures amies, mettant en vedette Kristen Wiig (scénariste du film). Lui-même prête sa voix à un personnage de la comédie populaire The Zookeeper, sortie en salles en 2011.
En 2012, il écrit et réalise un film dérivé de son hit de 2007, En cloque, mode d'emploi, intitulé 40 ans : Mode d'emploi, et pour lequel Paul Rudd, Leslie Mann, Jason Segel et Charlyne Yi reprennent leurs rôles, cette fois à titre principal.
La même année, il fait son retour à la télévision en tant que scénariste et producteur.

### Retour aux séries (années 2010)

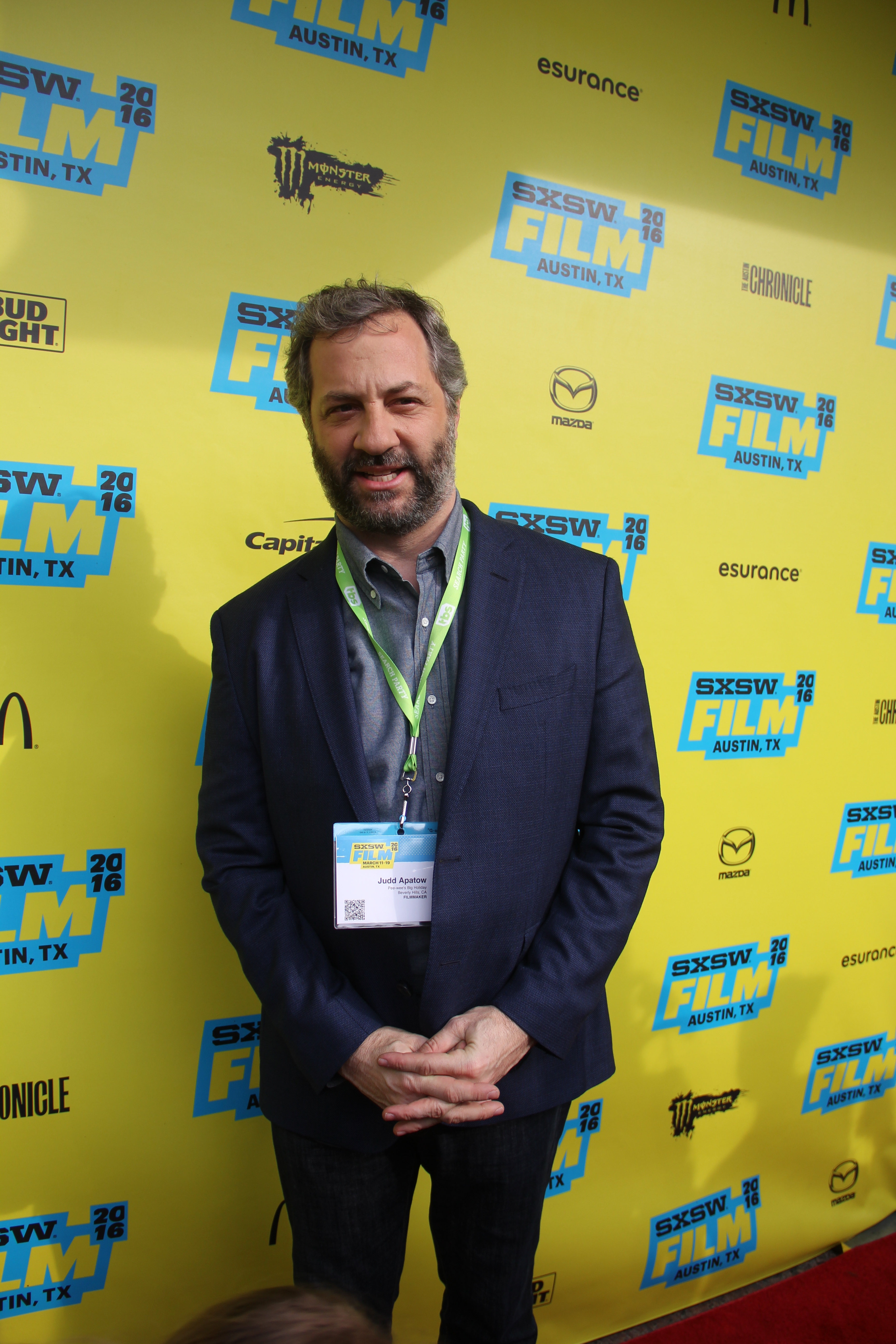
Apatow au SXSW Film Festival 2016.

En 2012, il produit et lance une nouvelle comédie dramatique écrite, produite et interprétée par Lena Dunham, une jeune artiste révélée par son premier film, l'indépendant Tiny Furniture, sorti deux ans plus tôt. Lancé sur la chaîne HBO, Girls génère un débat médiatique croissant, à défaut de connaitre des audiences importantes. Le programme connait six saisons, entre 2012 et 2017.
Le 16 septembre 2014, Netflix annonce l’arrivée d’une nouvelle série comédie, Love, créée et coproduite par Judd Apatow avec au casting Gillian Jacobs (Community) et Paul Rust (Parks and Recreation).
Il revient au cinéma pour une cinquième réalisation, qui l'éloigne de ses préoccupations personnelles : sorti en 2015, Crazy Amy est en effet écrit et porté par Amy Schumer une jeune comique révélée par le stand-up et sa propre série à sketch-es, d’Inside Amy Schumer, diffusée sur Comedy Central depuis 2013.
Love se conclut au bout de trois saisons, en 2018. Mais depuis l'année précédente, Apatow se concentre sur l'écriture et la production d'une nouvelle série, Crashing, créée et jouée par l'humoriste Pete Holmes. Il réalise aussi l'épisode pilote de la série, diffusé par HBO en février 2017.

## Collaborateurs récurrents
Depuis ses débuts, que ce soit comme producteur ou réalisateur, Judd Apatow a collaboré plusieurs fois avec un grand nombre d'acteurs, qui sont devenus pour la plupart ses acteurs fétiches. L'acteur ayant le plus apparu dans les productions Apatow est Seth Rogen, complice de toujours, qui a participé à 11 projets, que ce soit des séries (Freaks & Geeks et Les Années campus) ou des films (40 ans, toujours puceau, En cloque, mode d'emploi, SuperGrave, Délire Express, Funny People…).
Suivi de Paul Rudd et Jonah Hill, qui ont joué dans sept films, Leslie Mann, qui est l'épouse d'Apatow, est apparue dans cinq films de son mari et fit une apparition dans la série Freaks and Geeks, tout comme Will Ferrell. Jason Segel, quant à lui est apparu dans quatre films.

## Controverse

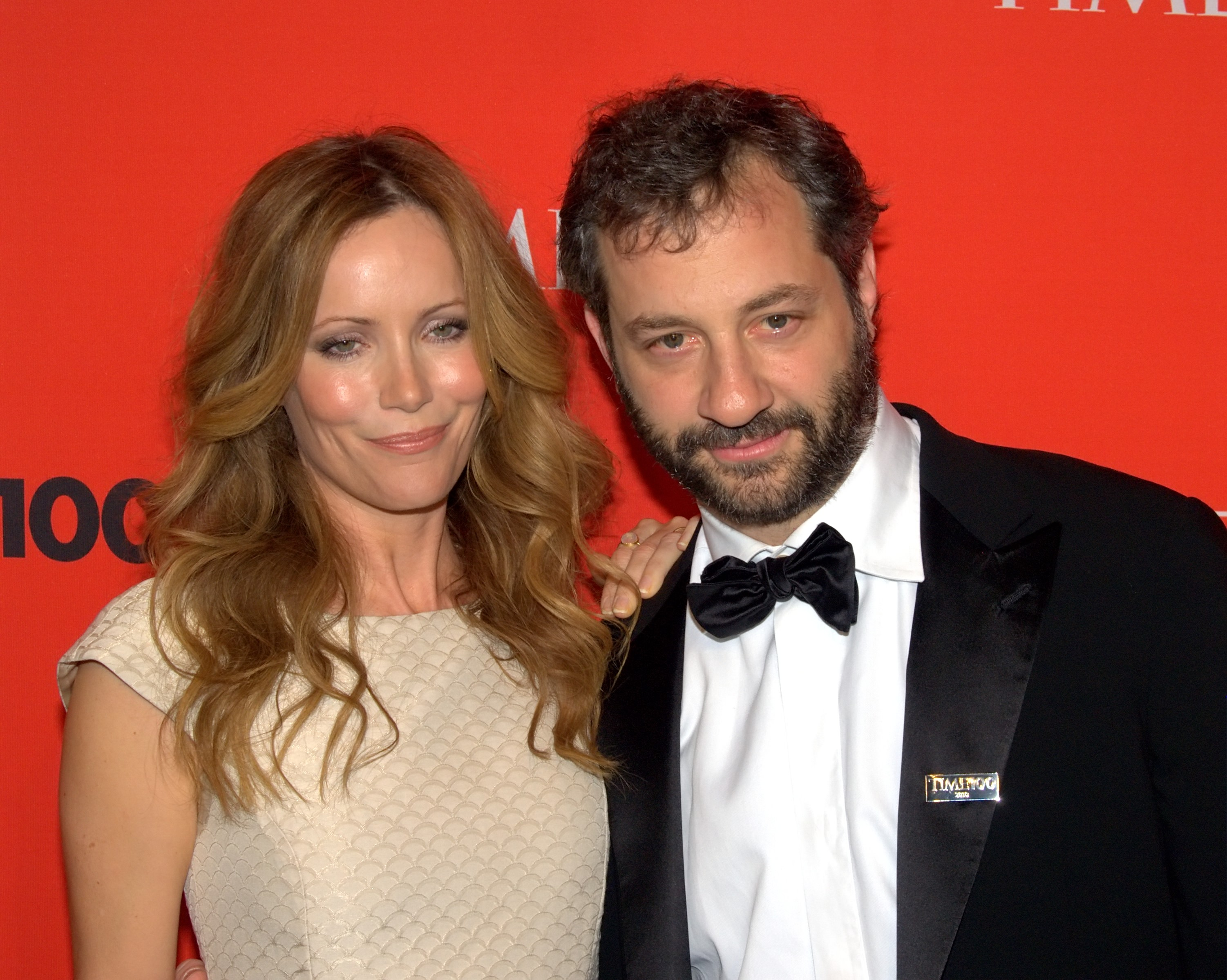
Leslie Mann et Judd Apatow, le 9 mai 2010 au Time 100, à Manhattan.

Il est accusé par Mark Brazill, l'un des producteurs de That '70s Show et ancien ami, de lui avoir volé des idées de scénario ; il affirme lui avoir parlé d'une idée de scénario avant qu'Apatow la récupère deux semaines après à son compte ; il l'accuse de procéder ainsi de manière générale avec d'autres personnes. Tout ceci figure dans un échange de courrier électronique très tendu entre les deux hommes, dont l'intégralité a été publiée par le mensuel américain Harper's Magazine.

## Filmographie
Au cours de sa carrière commencée en 1991, Judd Apatow a produit quarante films, téléfilms ou séries télévisées tout confondus, réalisé quatre longs-métrages : 40 ans : Mode d'emploi, 40 ans, toujours puceau, En cloque, mode d'emploi et Funny People et six épisodes de séries télévisées dont ceux de Freaks and Geeks et Les Années campus, écrit le scénario de plus d'une vingtaine de projets confondus (films, séries, téléfilms) et a joué des rôles secondaires dans des émissions, séries populaires comme Infos FM et films, notamment une figuration dans sa production Présentateur vedette : La Légende de Ron Burgundy.

## Distinctions
Nominations : 
- Emmy Awards de la meilleure série comique pour The Larry Sanders Show (1994)(1996)(1997)(1998) et du meilleur scénario pour une série comique pour The Larry Sanders Show (1997) (épisode Ellen, or Isn't She?)

- Golden Globes de la meilleure chanson originale pour un film pour Walk Hard - L'histoire de Dewey Cox (2009) (chanson Walk Hard)

- Grammy Awards de la meilleure chanson écrite pour un film, pour la télévision ou autre média pour Walk Hard - L'histoire de Dewey Cox (2009) (chanson Walk Hard)
- Las Vegas Film Critics Society Awards

- Online Film Critics Society Awards du Meilleur Filmmaker pour 40 ans, toujours puceau (2006)

- Writers Guild of America Award du meilleur scénario d'un épisode de série comique (pour la télé) pour The Larry Sanders Show (1998) (épisode Ellen, Or Isn't She?) et du meilleur scénario original (pour un film) pour 40 ans, toujours puceau (2006) et pour En cloque, mode d'emploi (2008)

Récompenses : 
- CableACE Awards de la série comique pour The Larry Sanders Show (1994)(1995)
- Emmy Awards de la meilleure équipe de scénariste pour un programme musical ou de variété pour The Ben Stiller Show (pour Show #110) (1993)
- Sierra Award de la meilleure chanson pour Walk Hard - L'histoire de Dewey Cox (2007) (chanson Walk Hard)
- Just for Laughs Award de la personne comique de l'année

## Box-office
Voici la liste des films notables produits ou réalisés par Judd Apatow, depuis 1992 au box-office américain, français et mondial.
Aux États-Unis, les films réalisés par Apatow ont rapporté un total de 310 millions de dollars. Les films qu'il produisit rapportèrent 1,3 milliard de dollars et ceux qu'il scénarisa rapportèrent 716, 1 millions de dollars. Son plus grand succès sur le territoire américain toutes catégories confondues reste à ce jour Mes meilleures amies.
En France, le succès public de ses productions reste confidentiel, avec plus de 667 300 entrées pour ses trois réalisations et plus de 2 millions d'entrées cumulées pour les films qu'il a produit, seul Mes meilleures amies (comme producteur), Braqueurs amateurs (comme scénariste) ont dépassé les 500 000 entrées.
| Comme réalisateur                                 | Comme réalisateur | Comme réalisateur | Comme réalisateur | Comme réalisateur |
| Films                                             | Budget            | Box-office        | Box-office        | Box-office        |
| Films                                             | Budget            | États-Unis        | France            | Mondial           |
| ------------------------------------------------- | ----------------- | ----------------- | ----------------- | ----------------- |
| 40 ans, toujours puceau                           | 26 000 000 $      | 109 449 237 $     | 407 693 entrées   | 177 378 645 $     |
| En cloque, mode d'emploi                          | 30 000 000 $      | 148 768 917 $     | 211 297 entrées   | 219 041 826 $     |
| Funny People                                      | 75 000 000 $      | 51 855 045 $      | 48 375 entrées    | 71 585 235 $      |
| Comme producteur                                  |                   |                   |                   |                   |
| Films                                             | Budget            | Box-office        | Box-office        | Box-office        |
| Films                                             | Budget            | États-Unis        | France            | Mondial           |
| Crossing the Bridge                               | -                 | 479,676 $         | -                 | 479,676 $         |
| La Colo des gourmands                             | -                 | 17 689 177 $      | -                 | -                 |
| À la gloire des Celtics                           | -                 | 9 255 027 $       | -                 | -                 |
| Disjoncté                                         | 47 000 000 $      | 60 240 295 $      | 207 709 entrées   | 102 825 796 $     |
| Présentateur vedette : La Légende de Ron Burgundy | 26 000 000 $      | 85 288 303 $      | 2 808 entrées     | 90 574 188 $      |
| Match en famille                                  | 45 000 000 $      | 52 842 724 $      | -                 | 55 603 239 $      |
| 40 ans, toujours puceau                           | 26 000 000 $      | 109 449 237 $     | 407 693 entrées   | 177 378 645 $     |
| Ricky Bobby : Roi du circuit                      | 72 500 000 $      | 148 213 377 $     | -                 | 162 966 177 $     |
| Walk Hard                                         | 35 000 000 $      | 18 317 151 $      | -                 | 20 575 243 $      |
| En cloque, mode d'emploi                          | 30 000 000 $      | 148 768 917 $     | 211 297 entrées   | 219 041 826 $     |
| SuperGrave                                        | 20 000 000 $      | 121 463 226 $     | 326 338 entrées   | 169 871 719 $     |
| Drillbit Taylor, garde du corps                   | 40 000 000 $      | 32 862 104 $      | 653 entrées       | 49 690 625 $      |
| Sans Sarah rien ne va                             | 30 000 000 $      | 63 172 463 $      | 86 415 entrées    | 105 173 115 $     |
| Frangins malgré eux                               | 65 000 000 $      | 100 468 793 $     | 26 331 entrées    | 128 107 642 $     |
| Délire Express                                    | 27 000 000 $      | 87 341 380 $      | 8 235 entrées     | 101 624 843 $     |
| L'An 1 : Des débuts difficiles                    | 60 000 000 $      | 43 337 279 $      | 31 306 entrées    | 62 357 900 $      |
| Funny People                                      | 75 000 000 $      | 51 855 045 $      | 48 375 entrées    | 71 585 235 $      |
| American Trip                                     | 40 000 000 $      | 60 974 475 $      | 32 728 entrées    | 91 390 982 $      |
| Mes meilleures amies                              | 32 500 000 $      | 169 106 725 $     | 557 712 entrées   | 288 383 523 $     |
| Peace, Love et plus si affinités                  | 35 000 000 $      | 17 450 535 $      | 7 405 entrées     | 21 612 733 $      |
| 5 ans de réflexion                                | 30 000 000 $      | 28 835 528 $      | 26 279 entrées    | 53 909 751 $      |
| Légendes vivantes                                 | 50 000 000 $      | 127 352 707 $     | NC                | 173 649 015 $     |
| Comme scénariste                                  |                   |                   |                   |                   |
| Films                                             | Budget            | Box-office        | Box-office        | Box-office        |
| Films                                             | Budget            | États-Unis        | France            | Mondial           |
| La Colo des gourmands                             | -                 | 17 689 177 $      | -                 | -                 |
| À la gloire des Celtics                           | -                 | 9 255 027 $       | -                 | -                 |
| 40 ans, toujours puceau                           | 26 000 000 $      | 109 449 237 $     | 407 693 entrées   | 177 378 645 $     |
| Braqueurs amateurs                                | 100 000 000 $     | 110 332 737 $     | 554 364 entrées   | 202 026 112 $     |
| En cloque, mode d'emploi                          | 30 000 000 $      | 148 768 917 $     | 211 297 entrées   | 219 041 826 $     |
| Walk Hard                                         | 35 000 000 $      | 18 317 151 $      | -                 | 20 575 243 $      |
| Rien que pour vos cheveux                         | 90 000 000 $      | 100 018 837 $     | 214 244 entrées   | 199 936 011 $     |
| Délire express                                    | 27 000 000 $      | 87 341 380 $      | 8 235 entrées     | 101 624 843 $     |
| Funny People                                      | 75 000 000 $      | 51 855 045 $      | 48 375 entrées    | 71 585 235 $      |